# Neomyia pura
Neomyia pura är en tvåvingeart som först beskrevs av Charles Howard Curran 1928.  Neomyia pura ingår i släktet Neomyia och familjen husflugor. Inga underarter finns listade i Catalogue of Life.